# Veseyacris ufipae
Veseyacris ufipae is een rechtvleugelig insect uit de familie veldsprinkhanen (Acrididae). De wetenschappelijke naam van deze soort is voor het eerst geldig gepubliceerd in 1959 door Dirsh.